# Селеджень (Сучава)
Селеджень, Селеджені (рум. Sălăgeni) — село у повіті Сучава в Румунії. Входить до складу комуни Думбревень.
Село розташоване на відстані 360 км на північ від Бухареста, 10 км на схід від Сучави, 107 км на північний захід від Ясс.

## Населення
За даними перепису населення 2002 року у селі проживали 585 осіб, усі — румуни. Усі жителі села рідною мовою назвали румунську.